# Microfonie
Microfonia este un proces interactiv în „buclă de retur”, o retroacțiune care apare prin formarea de bucle sonore între un microfon și un difuzor aflat prea aproape, care preia sunetele emise de acesta.
Microfonia se manifestă printr-un șuierat care se produce atunci când semnalul din difuzoare este preluat de microfoane, reamplificat, trece prin din nou prin difuzoare, este preluat din nou, reamplificat și tot așa într-un cerc vicios.
Evitarea microfoniei presupune utilizarea de microfoane unidirecționale în locul celor omnidirecționale. Microfonul nu trebuie să fie îndreptat direct către sursa de sunet și să fie departe de difuzoare.